# Filippo Nardi
Filippo Neri Flaccomio Nardi Dei, noto semplicemente come Filippo Nardi (Londra, 30 maggio 1969), è un disc jockey e conduttore televisivo britannico naturalizzato italiano.
Dopo aver esordito nella seconda edizione del Grande Fratello ha partecipato a diversi programmi televisivi tra cui Le Iene e condotto quattro edizioni di Anteprima Festivalbar. Si è inoltre affermato come DJ.

## Carriera
Erroneamente ritenuto appartenente alla nobile famiglia toscana dei Nardi-Dei, cosa smentita dall'Annuario della Nobiltà Italiana che indica la sua discendenza corretta dalla famiglia Flaccomio Nardi Dei, in seguito al riconoscimento da parte di Nardo Nardi Dei dei figli di primo letto della seconda moglie Antonietta dei marchesi Rosselli Del Turco, divenne noto per aver partecipato alla seconda edizione del reality show Grande Fratello, trasmesso da Canale 5 nell'autunno del 2001, dove viene ricordato per aver abbandonato il gioco dopo soli 13 giorni poiché insofferente delle rigide norme della trasmissione. Il giovane infatti, in quanto fumatore, era fortemente arrabbiato a causa della mancanza di sigarette e continuava ad agitare in modo minaccioso una mazza da golf contro la produzione che si rifiutava di dargliele ritenendo che non erano previste nella spesa di quella settimana. Successivamente però, per evitare che la situazione peggiorasse, i produttori decisero di accontentarlo dandogli un pacchetto di sigarette e finalmente riuscì a calmarsi scusandosi così con i suoi compagni per il suo atteggiamento scorretto. Anche se le sanzioni al riguardo non sarebbero state delle più dure, Filippo per una questione, di dignità decise di abbandonare volontariamente la casa (la sua frase: "Dove sono le sigarette?" pronunciata con l'accento britannico è rimasta impressa nella mente di molti telespettatori, grazie anche alle imitazioni parodistiche da parte del comico Fabio de Luigi nelle trasmissioni della Gialappa's Band).
Immediatamente dopo la movimentata esperienza al Grande Fratello ha partecipato alla trasmissione Chiambretti c'è, di Piero Chiambretti, in onda su Rai 2, suscitando critiche da parte della società produttrice del reality show, la Aran, in quanto Nardi avrebbe avuto un contratto in esclusiva e non avrebbe potuto partecipare ad altri spettacoli televisivi.
Tra il 2002 e il 2003 è entrato a far parte del cast del programma di Italia 1 Le Iene e nell'estate successiva ha condotto l'anteprima del Festivalbar, nel quale Nardi intervistava i cantanti protagonisti della serata dietro le quinte dello spettacolo. Nel settembre dello stesso anno ha condotto, insieme a Claudio Lippi, la finale di Miss Muretto. La stagione successiva ha visto Nardi nuovamente nel cast de Le Iene e, nello stesso periodo, ha lavorato come DJ in diverse discoteche. L'estate successiva l'ha visto nuovamente al timone dell'Anteprima Festivalbar, esperienza che ha ripetuto anche tre anni dopo, nel 2007, anno in cui si è tenuta l'ultima edizione del festival canoro.
Dal 2005 al 2008 affianca Camila Raznovich nella conduzione del programma Loveline su MTV. Per la stessa rete, nel 2006 è protagonista, assieme a Carolina Di Domenico e Francesco Mandelli, del docu-reality Switch Trip. Nell'autunno del 2008 partecipa come giurato al talent show di Canale 5 Il ballo delle debuttanti, condotto da Rita dalla Chiesa.
Negli anni seguenti ha proseguito la sua attività da DJ e produttore discografico nel panorama della musica house internazionale. Ha lavorato in importanti discoteche europee mentre dal punto di vista discografico ha pubblicato alcune produzioni per etichette come la UOMO Records e la ReVox. Attualmente fa parte delle discoteche Echoes a Riccione, Mazoom a Sirmione e Toqueville a Milano, oltre a essere resident al Tenax di Firenze ed aver fatto lo special guest allo Shining Club a Osnago in provincia di Lecco. Ha collaborato al programma La Noche Escabrosa su Radio Deejay.
Nel 2011 diventa protagonista della serie televisiva gastronomica in lingua inglese Squisito! con la chef Carmelita Caruana, trasmesso anche in Francia sul canale satellitare Cuisine+ Nel 2012 lavora nuovamente con Camila Raznovich partecipando come ospite fisso al programma Mamma mia che settimana, in onda su LA7d, programma incentrato sul tema della maternità, gravidanza, sviluppo ed educazione dei bambini. Il 22 gennaio 2018 torna in televisione prendendo parte come concorrente alla tredicesima edizione de L'isola dei famosi, in onda su Canale 5, venendo definitivamente eliminato nella settima puntata.
Nel 2019 conduce per Mediaset Play il web-reality Saranno Isolani, propedeutico alla selezione dei partecipanti alla correlata edizione dell'Isola dei Famosi. Nel 2020 conduce il programma televisivo NCC - Navigazione con conduttore e partecipa come concorrente alla quinta edizione del Grande Fratello VIP, dalla quale viene squalificato nella puntata del 18 dicembre 2020 per aver rivolto delle frasi sessiste ad alcune delle concorrenti, fra cui la showgirl e conduttrice televisiva Maria Teresa Ruta.

## Programmi televisivi
- Grande Fratello 2 (Canale 5, 2001) – Concorrente
- Le Iene (Italia 1, 2002-2004) – Inviato
- Milano-Roma (Rai 2, 2002) – Conduttore
- Anteprima Festivalbar (Italia 1, 2003-2004, 2007) – Conduttore
- Miss Muretto (Italia 1, 2003) – Conduttore
- Loveline (MTV Italia, 2005-2008) – Co-conduttore
- Switch Trip (MTV Italia, 2006) – Conduttore
- Il ballo delle debuttanti (Canale 5, 2008) – Giurato
- Mamma mia che settimana (LA7d, 2012) – Ospite fisso
- L'isola dei famosi 13 (Canale 5, 2018) – Concorrente
- Domenica Live (Canale 5, 2018) – Opinionista
- Detto fatto (Rai 2, 2018-2022) – Tutor
- Saranno Isolani (Italia 1, 2019) – Conduttore
- L'isola dei famosi 14 (Canale 5, 2019) – Guest star
- NCC - Navigazione con conduttore (Italia 1, 2020) – Conduttore
- Grande Fratello VIP 5 (Canale 5, 2020) – Concorrente
- Non sono una signora (Rai 2, 2023) - Concorrente

## Discografia

### Album in studio
- 2005 – Let the Music Move You